# Fèlix Goñi i Roura
Fèlix Goñi i Roura, conegut amb el nom de guerra de «Bruc», (El Prat de Llobregat, 24 de novembre de 1958 - Barcelona, 2 de juny de 1979) fou un activista polític català, militant de Terra Lliure mort durant l'intent de cometre un atemptat.
Militant de les Joventuts Revolucionàries Catalanes i posteriorment del PSAN-provisional, va formar part com a independent de la candidatura del PSAN a les eleccions municipals de 1978 del Prat de Llobregat.
Juntament amb Quim Pelegrí, era l'encarregat de posar la bomba a un concessionari de cotxes Renault situat al carrer Regàs, del barri de Sant Gervasi - Galvany, a Barcelona. Frederic Bentanachs i Griselda Pineda feien de grup de suport als activistes vigilant a la plaça Gal·la Placídia, cantonada amb Travessera de Gràcia. Quan a en Fèlix Goñi i Quim Pelegrí, que venien del carrer Regàs, els faltaven pocs metres per arribar a l'objectiu, la bomba que transportava Fèlix Goñi va esclatar causant la mort de l'activista i deixant greument ferit el company d'escamot. A en Quim Pelegrí li varen haver d'amputar dos dits, un testicle i un ull. L'explosió havia estat causada pel fet que el militant independentista portava el temporitzador i l'interruptor en la mateixa bossa.